# Comitas melvilli
Comitas melvilli é uma espécie de gastrópode do gênero Comitas, pertencente a família Pseudomelatomidae.